# Nnamdi Azikiwe
Benjamin Nnamdi Azikiwe, bekannt als Nnamdi Azikwe oder volkstümlich als Zik (* 16. November 1904 in Zungeru, Nigeria; † 11. Mai 1996 in Nsukka), war ein nigerianischer Politiker und der erste Staatspräsident von 1963 bis 1966.

## Leben
Azikiwe ging 1925 in die USA, wo er zunächst das Storer College, in Harpers Ferry, West-Virginia besuchte, um sich danach für die Lincoln University in Pennsylvania zu qualifizieren, wo er 1930 graduierte. 1937 kehrte Azikiwe nach Nigeria zurück, nachdem er zuvor drei Jahre lang in Ghana als Redakteur für die African Morning Post gearbeitet hatte. Ein Jahr später schloss er sich der nationalistischen Partei Nigerian Youth Movement (NYM) an, die sich jedoch wenige Jahre später in Führungskrisen aufzureiben begann. Azikiwe war inzwischen durch seine journalistische Tätigkeit, in der er sich hitzig für die Emanzipation Nigerias von Großbritannien einsetzte, bekannt geworden. 1944 nahm er an einer Konferenz für die Unabhängigkeit Nigerias in Lagos teil, als deren Resultat der NCNC, der National Council of Nigeria and the Cameroons gegründet wurde. Zum Vorsitzenden wählte man Herbert Macaulay, den Gründer der NNDP, der ersten politischen Partei Nigerias überhaupt, während Azikiwe zum Generalsekretär ernannt wurde. Als Macaulay 1946 starb, wurde Azikiwe Vorsitzender. Zwei Jahre später übernahm Azikiwe außerdem den Vorsitz der Igbo State Union, einer kulturellen Organisation mit dem Ziel den Zusammenhalt der Igbos in Nigeria zu stärken. Der Umstand, dass Azikiwe den Vorsitz führte, erzeugte zusammen mit der Tatsache, dass viele NCNC-Mitglieder Igbos waren, den Eindruck, beim NCNC handele es sich um eine Igbo-Partei, was in den folgenden Jahren verhängnisvolle politische Konsequenzen nach sich zog.
Die ersten Regionalwahlen im Jahre 1953, abgehalten in den drei nigerianischen Distrikten Nord, West und Ost, machten den NCNC zur stärksten Partei in der Ostregion und damit Azikiwe zum Gouverneur. Maßgebend leitete Azikiwe die Verhandlungen mit Großbritannien, um Nigeria in die Unabhängigkeit zu führen. 1959 fanden in allen Distrikten Nigerias Wahlen zu einem ersten gemeinsamen Senat statt, aus der eine Koalition des NCNC mit Ahmadu Bellos NPC resultierte. Die Ernennung zum Senatspräsidenten brachte Zik nur einen eher repräsentativen Posten ein, während der NPC-Fraktionsführer Tafawa Balewa als Ministerpräsident die offiziellen Amtsgeschäfte führte. Dies änderte sich auch nicht nach Ausrufung der Republik 1963, wo Azikiwe als Präsident lediglich mit zeremoniellen Aufgaben betraut war. Ein Militärputsch überraschte Azikiwe 1966 während eines Auslandsaufenthaltes. Obwohl der Putsch niedergeschlagen wurde, bedeutete er das Ende der ersten Republik und den Beginn einer zunächst 13 Jahre lang andauernden Militärherrschaft.
Der Biafra-Krieg im Jahre 1967 brachte Azikiwe auf die Seite der Sezessionisten, wo er als Sprecher der im Entstehen begriffenen Republik Biafra auftrat, für deren internationale Anerkennung er sich einsetzte. Ebenso fungierte er als Berater des Sezessionsführers Chukwuemeka Ojukwu. Nach dem Krieg lehrte er von 1972 bis 1976 an der Lagos University, um 1979, in der zweiten Republik, zur Politik zurückzukehren. Azikiwe gründete die Nigerian People’s Party, mit der er sich zweimal vergeblich um die Präsidentschaft bewarb. 1986 zog er sich endgültig aus der Politik zurück.

## Bedeutung
Nnamdi Azikiwe, der auch den populären Ehrentitel The Great Zik of Africa führte, gehört
zu den wichtigsten Politikern nicht nur Nigerias, sondern Westafrikas in der Übergangsphase
vom Kolonialismus zur Unabhängigkeit. Leidenschaftlich für die Emanzipation Afrikas von den Kolonialmächten eintretend, setzte er sich später dennoch für Freundschaft mit Großbritannien ein. Von imposanter Körpergröße und starker physischer Konstitution war er ausgesprochen sportlich und hatte sich als junger Mann in den USA mit jeder Art von unterprivilegierten Jobs durchgeschlagen. Dieser Hintergrund mag dazu beigetragen haben, dass viele Nigerianer, trotz gelegentlicher Ressentiments wegen seiner Igbo-Herkunft, in ihm eine messianische Figur eines freien Afrika gesehen haben. Er war zeitlebens ein überzeugter Demokrat, ein Meister der Diplomatie und der Kompromisse, der für den Ausbau des Wohlstands- und Rechtsstaates eintrat. Azikiwe gründete fünf Zeitungen und schrieb regelmäßig Kolumnen, deren Einfluss weit über Nigeria hinausreichten. Zu seinen Schülern gehörte in jungen Jahren Kwame Nkrumah, Ghanas späterer erster Staatspräsident.

## Ehrungen
Die Michigan State University verlieh ihm 1959 die Ehrendoktorwürde.

## Zitat
It is better we disintegrate in peace and not in pieces. Das Zitat gibt ein unübersetzbares Wortspiel wieder, das bedeutet: Es ist besser wenn wir uns im Frieden (peace) trennen und nicht in Fetzen (pieces).